# Университет иностранных языков (Пхеньян)
Университет иностранных языков — пятый университет в Пхеньяне, КНДР, который специализируется на лингводидактике.

## История
Университет был выделен из состава университета имени Ким Ир Сена в 1964 году. Центральное телеграфное агентство Кореи даёт его дату основания как 1949 год. Он не имеет высокой репутации как отдел иностранных языков университета имени Ким Ир Сена, который обучает членов политической элиты. Большинство выпускников становятся дипломатами или работают в разведке.

## Структура
Университет разделён на колледжи для студентов английского, русского, китайского и японского языков. Так называемый «Колледж этнических языков» предлагает изучение более чем 18 языков, включая французский, испанский, арабский, тайский, урду, кхмерский, а по состоянию июля 2007 года, польский и итальянский языки.

## Известные студенты и выпускники
- Чарльз Роберт Дженкинс — американский режиссёр и бывший учитель английского языка, его дочери Бринда и Мика формально посещали как студентки[5].
- Джеймс Дреснок — сын американского режиссёра Джеймса Джозефа Дреснока[6].